# Leonid Pantelejew
Leonid Pantelejew, russisch Леонид Пантелеев; eigentlich Alexej Iwanowitsch Jeremejew, russisch Алексе́й Ива́нович Ереме́ев, (* 9. Augustjul. / 22. August 1908greg. in Sankt Petersburg; † 9. Juli 1987 in Leningrad) war ein russischer sowjetischer Schriftsteller.

## Leben
Pantelejew war eines von drei Kindern des altgläubigen Kosakenoffiziers Iwan Adrianowitsch Jeremejew, der nach seinem Einsatz im Russisch-Japanischen Krieg den Orden des Heiligen Wladimir erhielt und in den Erbadel erhoben wurde. Seine Mutter Alexandra entstammte einer Kaufmannsfamilie. Nach der Oktoberrevolution brachte sie ihre Kinder nach Jaroslawl, um der Hungersnot in Petrograd zu entgehen. Dort gerieten sie in einen bewaffneten Aufstand, den die bolschewistischen Truppen mit mehrtägigem Bombardement niederschlugen. Allein nach Petrograd zurückgekehrt, kam Pantelejew 1921 an die Schulkommune namens Dostojewski (SchKID) für obdachlose und 'schwierige' Jugendliche. Der Spitzname und spätere Nom de plume Pantelejew, den er sich dort zulegte, bezieht sich auf den berühmten Petrograder Kriminellen Leonid Iwanowitsch Pantёlkin alias Lenka Pantelejew (1902–1923).
An der SchKID traf er Grigorij Georgijewitsch Belych (1906–1938). Gemeinsam verarbeiteten sie ihre Erlebnisse an der Schulkommune zu dem Jugendbuch Республика Шкид (wörtlich: Republik SchKID), das 1927 erschien.
Das Thema Obdachlosigkeit griff Pantelejew noch in weiteren Erzählungen auf. Eine dieser Erzählungen, Часы (1928), die 1930 im Verlag der Jugendinternationale in deutscher Übersetzung (Die Uhr) erschien, stand in der Zeit des Nationalsozialismus auf der „Liste des schädlichen und unerwünschten Schrifttums“.
In den folgenden Jahren verarbeitete Pantelejew den Russischen Bürgerkrieg, den Deutsch-Sowjetischen Krieg und die Leningrader Blockade in Erzählungen für Kinder und Jugendliche u. a. Пакет (1932, Paket), Гвардии рядовой (1943, Der Gardesoldat), В осажденном городе (1964, In der belagerten Stadt) und Январь 1944 (1965, Januar 1944). Dabei griff er wiederum auf eigene Erlebnisse zurück. Pantelejew hatte mehrere Monate im belagerten Leningrad ausgeharrt, bis Alexander Alexandrowitsch Fadejew erreichte, dass der hungernde und erkrankte Schriftsteller im Juli 1942 nach Moskau ausgeflogen wurde.
Nach dem Krieg heiratete er Elika Semjonowna. 1966 veröffentlichte Pantelejew Наша Маша, ein Tagebuch über seine Tochter Maria (1956–1990).

## Stil
Pantelejew erzählte unterhaltsame und intensive Geschichten mit emotionaler, plastischer und schlichter (zum Teil naiver) Sprache, mit arglosem und offenem Blick auf die Welt. In seinen Spätwerken für Kinder schrieb er nach Einschätzung von Wolfgang Kasack dicht, faszinierend und menschlich rührend, wobei er sich als ein guter Psychologe erweist, der politische Didaktik und Vereinfachung vermeidet.

## Auszeichnungen
Orden des Roten Banners der Arbeit

## Werke (Auswahl)
- 1927 Республика Шкид, (dt. Übersetzung: Republik der Strolche) mit Grigorij Belych
- 1928 Часы, (dt. Übersetzung: Die Uhr)
- 1939 Лёнька Пантелеев (dt. Übersetzung: Ljonka – Die lange Geschichte einer Entscheidung)
- 1990 Верую!, (posthum erschienene Autobiographie, dt. Ich glaube!)

Verfilmungen
- 1966 Республика ШКИД (Republik SchKID), nach der gleichnamigen Roman von 1927, Regie: Gennadi Poloka
- 1966 Пакет (Paket), nach der gleichnamigen Erzählung von 1932, Regie: Wladimir Nazarow
- 1979 Честное слово (Das Ehrenwort), nach der gleichnamigen Erzählung von 1941, Regie: Marianna Nowogrudckaja[8]

Hörspiele
- 1963: Schkid, die Republik der Strolche – Regie: Hans Knötzsch (Kinderhörspiel – Rundfunk der DDR)
- 1963: Das Ehrenwort, nach der gleichnamigen Erzählung von 1941, Regie: Maritta Hübner[9]
- 1964: Meldung für Budjonny, Regie: Uwe Haacke[10]
- 1987: Koska, Regie: Uwe Haacke (Kinderhörspiel – Rundfunk der DDR)